# Youri Kachirine
Youri Alexeïevitch Kachirine, né le 20 janvier 1959 à Storojevo, Voronej, en Russie soviétique, est un coureur cycliste soviétique, qui a épinglé à son palmarès un titre de Champion olympique et un titre de champion du monde, tous deux relevant de la compétition des 100 km sur route contre-la-montre en équipes.

## Biographie
Membre du club Lokomotiv de Rostov-sur-le-Don, athlétique, 1,82 m pour 78 kg, Yuri Kachirin intègre l'équipe cycliste de l'URSS pour les championnats du monde de 1979, dans l'épreuve des 100 km sur route par équipes. Il est un des éléments de base de cette équipe durant cinq années. Champion du monde, champion olympique dans un exercice qui exige cohésion et fusion dans un collectif, Youri Kachirine a aussi obtenu de bons résultats dans les courses individuelles. Il brilla au Tour de l'Avenir, obtenant une place d'honneur en 1980.

## Palmarès
- 1977
  -  2e du championnat du monde juniors du contre-la-montre par équipes avec (Oleg Logvine, Vladimir Korjov et Andreï Agressov)
- 1979
  -  Champion d'URSS du contre-la-montre par équipes (avec Sergueï Soukhoroutchenkov, Anatoli Yarkine et Sergueï Chelpakov)
  - Milk Race : 
    - Classement général
    - 3e étape

  - 9e étape du Tour de l'Avenir
  - 4e du championnat du monde du contre-la-montre par équipes
  - 6e du Tour de l'Avenir[1]
- 1980
  -  Champion olympique du contre-la-montre par équipes des Jeux olympiques de Moscou (avec Sergueï Chelpakov, Anatoli Yarkine et Oleg Logvine)
  - Tour de Turquie
  - Prologue de l'Olympia's Tour
  - 1re étape du Tour de l'Avenir
  - 7ea étape du Tour de Basse-Saxe (contre-la-montre par équipes)
  - 2e du Tour de Basse-Saxe
  - 3e du Tour de l'Avenir[1]
- 1981
  - 4e étape du Tour de Sotchi
  -  2e du championnat du monde du contre-la-montre par équipes (avec Oleg Logvine, Sergueï Kadatski et Anatoli Yarkine)
  - 2e du championnats d'URSS sur route
  - 2e de la Coors Classic[2]
  - 2e du Tour de Sotchi
- 1982
  - Milk Race : 
    - Classement général
    - 1re, 3e et 12e étapes

  - 2e du championnats d'URSS de contre-la-montre en duo (avec Oleg Logvine)
  -  3e du championnat du monde du contre-la-montre par équipes (avec Oleg Logvine, Oleh Petrovich Chuzhda et Sergueï Voronine)
- 1983
  -  Champion du monde du contre-la-montre par équipes (avec Sergueï Navolokine, Oleh Petrovich Chuzhda et Alexandre Zinoviev)
  - Ruban granitier breton : 
    - Classement général
    - 2e étape

  - 3e du Tour de Sotchi
- 1984
  - 5e étape du Tour de Basse-Saxe
  - 6e étape de la Milk Race
- 1985
  - 7e étape du Tour de Cuba[3]
  - Semaine bergamasque

### Résultats sur les grands tours

#### Tour d'Espagne
- 1986 : 56e

### Places d'honneur
- 1979
  - 8e du Tour de RDA
  - 25e du championnats du monde sur route amateurs
- 1980
  - 23e de la course en ligne des Jeux olympiques de Moscou
- 1981
  - 6e du Circuit de la Sarthe
  - 8e de la Course de la Paix[1]
  - 26e du championnats du monde sur route amateurs
- 1982
  - 17e du Tour de l'Avenir
- 1983
  - 11e du Circuit de la Sarthe
- 1985
  - 14e de la Course de la Paix[1]